# Maja Bojs
Maja Bojs (alb. Maja Bojs) – szczyt górski w Górach Północnoalbańskich (alb. Prokletije) na Półwyspie Bałkańskim. Położony jest w Parku Narodowym Thethit. Główny wierzchołek ma wysokości 2461 m n.p.m. Jest otoczone przez kilka szczytów. Między innymi Maja e Jezercës (2694 m n.p.m.), Maja Kokervhake (2508 m n.p.m.), Maja Shnikut (2554 m n.p.m.), Maja Fortit (2340 m n.p.m.), Maja Koprishtit (2554 m n.p.m.),  Maja Shkurt (2499 m n.p.m.). Położony jest niedaleko granicy z Czarnogórą ponad doliną Buni i Jezierce, w której znajduje się sześć jezior z największym położonym na wysokości 1792 m n.p.m. Liqeni i Madh i Buni Jezerce.